# Victor Precup
Victor Precup (n. 1889, Miercurea, județul Sibiu) - (d. septembrie 1958), nepot al lui Ștefan Cicio Pop, a fost un ofițer român.
În Primul Război Mondial a participat în calitate de ofițer austro-ungar la operațiuni militare pe trei fronturi: italian, oriental și polonez, posibil și pe frontul francez.
La sugestia Consiliului Național Sibiu, Consiliul Național Central din Arad dă dezlegare pentru trimiterea unei delegații la Iași care să ia legătura cu factorii de conducere de la Iași cărora să le ceară intrarea cât mai urgentă a trupelor române în Ardeal. Pentru această misiune s-a oferit profesorul dr. Nicolae Bălan care a pus condiția să fie însoțit de un ofițer român din armata austro-ungara, om de incredere si de curaj. Comandantul legiunii nationale din judetul Sibiu, Dr. Valeriu Liuba, i-a pus la dispoziție pe căpitanul din legiune Victor Precup și un șofer. Aceștia au plecat pe 1/14 noiembrie 1918 din Sibiu ajungând la Iași pe 5/18 noiembrie la Iași.
Căpitanul Vasile Precup a plecat pe 10/23 noiembrie 1918 de la Bacău zburând către Blaj cu un avion Farman-40 pilotat de lt. Vasile Niculescu pentru a transporta documente de mare importanță în vederea convocării Marii Adunări Naționale de la Alba Iulia din 1 decembrie 1918. În timpul zborului au fost aruncate deasupra satelor ardelene 6.000 de manifeste date de dl general Prezan.
Într-o notă-raport întocmită în 1932 de către S.S.I. (Serviciul Special de Informații) era semnalată prezența nejustificată a lui Precup la Budapesta în timpul revoluției comuniste conduse de Bela Kun (1919).

## Perioada interbelică
A fost integrat în armata română cu gradul de căpitan, fiind avansat rapid în grad și funcții în baza înaltelor protecții de care s-a bucurat. În 1921 era deja maior.
În 1922, maiorul Victor Precup era șef al Biroului 2 Informații al Comandamentului Militar al Basarabiei, de la Chișinău. El a intrat în atenția Siguranței Statului deoarece “s-a ocupat cu traficul de persoane refugiate din Rusia Sovietică și a lucrat cu rea credință în cercetări comuniste, punând în libertate comuniști periculoși…”. În 1923, a fost cercetat de Comandamentul Corpului 3 Armată, dar cauza a fost clasată la 9 decembrie 1925, pentru „lipsă de probe materiale”.
S-a implicat, alături de Iuliu Maniu și de unchiul său Ștefan Cicio Pop, în complotul din 1930, care a dus la readucerea și reinstalarea pe tronul României a lui Carol al II-lea. Astfel, el a luat parte la ședința din 17 mai 1930 de la castelul Coësmes organizată de Carol Caraiman alături de Puiu Dumitrescu și Nicolae Tătăranu în care s-a elaborat planul de revenire al lui Carol în țară.
La sfârșitul lunii mai maiorul Victor Precup se întoarce în țară și se prezintă la Iuliu Maniu căruia îi comunică faptul că „Lupeasca va dispare și că nu va veni în țară”.
Maiorul Victor Precup împreună cu colonelul Dahinten l-au întâmpinat pe Carol pe aerodromul din Cluj.
După reușita acestei acțiuni fusese avansat la gradul de locotenent-colonel, dar el se visa chiar ministru al apărării. Neprimind satisfacție devine anticarlist și republican. El a condus un grup de complotiști ce plănuiau să asasineze familia regală română în timpul sărbătorilor de Paște din 7 aprilie 1934. Precup împreună cu ceilalți complotiști au fost arestați din ordinul lui Mihai Moruzov, directorul SSI, chiar în ziua când trebuia să de declanșeze acțiunea.
Precup a declarat anchetatorilor că intenționa doar să prezinte un program de guvernare și o listă la demisa guvernului condus de Gheorghe Tătărescu, însă s-a stabilit din depozițiile celorlalți ofițeri implicați că planul grupului era să arunce grenade în Biserica Domnița Bălașa - unde regele Carol al II-lea, principele moștenitor Mihai, principele Nicolae și regina Maria participau la slujbă - și în fața Hotelului Boulevard, pe unde urma să treacă cortegiul regal.
Complotul a fost descoperit de un subofițer căruia unul dintre complotiști i-a cerut arme din depozitele militare. Grupul reușise să strângă arme, grenade, dinamită și pistoale.
A fost condamnat la zece ani de închisoare și degradare militară. Aceasta s-a făcut pe 5 mai, la cazarma Malmaison din București, de teama manifestațiilor.

## Perioada postbelică
În închisoarea Doftana, unde executa pedeapsa, îl cunoaște pe Gheorghe Gheorghiu-Dej. De asemenea, în închisorile Aiud, Doftana și Caransebeș are relații apropiate cu Emil Bodnăraș. Interesați în a penetra armata, a obtine informatii si a castiga simpatizanti din randurile ei, comunistii l-au cultivat pe Precup, care a aderat la P.C. din Romania.
A fost eliberat pe 11 septembrie 1940 de Ion Antonescu fiind considerat o victimă a camarilei.
După ieșirea din închisoare, Precup a infiintat firma "Portex", care se ocupa cu comertul de produse de marochinarie, articole textile si chimicale. Într-o notă-raport a Siguranței din iulie 1944 care se referea la activitatea din iunie 1943, a lui Stefan Foris, acesta indica unui oarecare "Eugen" (nume conspirativ), să ia legatura "cu un colonel care a fost inchis". Concluzia trasă de autorul notei-raport îl indica pe Victor Precup.
Se implică în desfășurarea evenimentelor din 24 februarie 1945. La 23 martie 1945, Victor Precup solicita CC al PCR repunerea în drepturi și avansarea în grad, prin recunoașterea perioadei petrecute în închisoarea de la Doftana:
„Rog să interveniți cu toată hotărârea tovărășească ca să fiu înaintat: la gradul de colonel pe ziua de 5 mai 1934 (ziua condamnării mele); la gradul de gl. de brigadă pe ziua de 11 septembrie 1940 (ziua eliberării mele de la Doftana) și la gradul de gl. de divizie pe ziua de 23 august 1944 (ziua actului de îndreptățită reparație). Timp de 12 ani am fost răpit de toate drepturile mele, la Doftana am fost jefuit ca-n codru, cei de-afară mi-au furat tot ce-am avut.”—Victor Precup
În aprilie 1945, Regele Mihai a semnat decretul de inaintare a lui Victor Precup la gradul de general-locotenent, acesta fiind reabilitat si reintegrat in armata. După câteva zile, acesta este desemnat director principal al Direcției Superioare de Cultură, Educație și Propagandă. Pe 11 mai 1945 pleacă în Cehoslovacia împreună cu 1005 ofițeri și subofițeri din Divizia "Tudor Vladimirescu" pentru a încadra aparatele de educație ale armatelor 1 și 4.
În perioada alegerilor din 19 noiembrie 1946 se afla la conducerea Comandamentului Teritorial de Armată Cluj ajutând comuniștii să câștige alegerile. A fost trecut în rezervă la 1 februarie 1948.
O scurtă perioadă de timp a fost primar al Clujului (6 martie 1948-2 iulie 1948).

## Lista complotiștilor
Militari
- Victor Precup, locotenent-colonel, 45 de ani
- Nicoară Vasile, maior Vânătorii de Munte, 40 de ani
- Fleșariu Octavian, căpitan, 34 de ani
- Mesaroș Ștefan, căpitan de jandarmerie, 36 de ani
- Baciu Tiberiu, locotenent, 35 de ani
- Gligor Marian, locotenent de infanterie, 32 de ani
- Dordea Nicolae, sublocotenent, 26 de ani
- Năstase Constantin, sublocotenent, 23 de ani

Civili
- Fericean Eugen
- Orban Iuliu
- Mândruțiu Ilie
- Penciu Teodor
- Strmbu Arsene